# Szczerzec (gmina)
Gmina Szczerzec – dawna gmina wiejska funkcjonująca w latach 1941–1944 pod okupacją niemiecką w Polsce. Siedzibą gminy był Szczerzec.
Gmina Szczerzec została utworzona przez władze hitlerowskie z terenów okupowanych przez ZSRR w latach 1939–1941 (vide rejony szczerzecki i sokolnicki), stanowiących przed wojną:
- główną część gminy Ostrów (Einsiedel, Falkenstein, Humieniec, Jastrzębków, Łany, Nikonowice, Ostrów, Piaski, Rosenberg, Serdyca, Sroki Szczerzeckie i Zagródki), którą zniesiono,
- część gminy Czerkasy (Dmytrze i Popielany), którą zniesiono,
- część gminy Nawaria (Siemianówka), którą zniesiono,
- miasto Szczerzec, które pozbawiono praw miejskich.

Tereny te należały przed wojną  do powiatu lwowskiego w woj. lwowskim.
Gmina weszła w skład powiatu lwowskiego (Kreishauptmannschaft Lemberg), należącego do dystryktu Galicja w Generalnym Gubernatorstwie. W skład gminy wchodziły miejscowości: Dmytrze, Einsiedel, Falkenstein, Humieniec, Jastrzębków, Łany, Nikonowica, Ostrów, Piaski, Popielany, Rosenberg, Serdyca, Siemianówka, Sroki Szczerzeckie, Szczerzec i Zagródki.
| Miejscowości / gromady | Rejon w ZSRR (1939–1941) | Gmina (II RP) | Powiat (II RP) |
| --- | ------------------------ | ------------- | -------------- |
| Szczerzec | szczerzecki              | Szczerzec (m) | lwowski        |
| Dmytrze i Popielany | szczerzecki              | Czerkasy      | lwowski        |
| Einsiedel, Falkenstein, Humieniec, Jastrzębków, Łany, Nikonkowice, Ostrów, Piaski, Rosenberg, Serdyca, Sroki Szczerzeckie, Szczerzec i Zagródki | szczerzecki              | Ostrów (Lw.)  | lwowski        |
| Siemianówka | sokolnicki               | Nawaria       | lwowski        |

Po wojnie obszar gminy włączono do ZSRR.